# Taïmyr (fleuve)
Pour les articles homonymes, voir Taïmyr.
Le Taïmyr est un fleuve du nord-ouest de la Sibérie, en Russie. Long de 840 km, il se jette dans la mer de Kara.

## Géographie
Le Taimyr prend sa source dans les monts Byrranga, qui occupent la majeure partie de la péninsule de Taïmyr, dans laquelle coule le fleuve Taïmyr. Le cours supérieur (567 km) du fleuve se dirige d'abord vers l'ouest, puis le sud avant de poursuivre vers l'est et se jeter dans le lac Taïmyr. L'exutoire du lac constitue le cours inférieur, long de 187 km, qui se jette dans la mer de Kara par un large estuaire.
Le bassin versant, d'une superficie de 124 000 km2, est entièrement situé au nord du cercle polaire dans le kraï de Krasnoïarsk. Le débit moyen est de 1 220 m3/s.